# Propast (film, 2017)
Propast (v originále Rökkur) je islandský hraný film z roku 2017, který režíroval Erlingur Thoroddsen podle vlastního scénáře. Film zachycuje vztah dvou mužů, bývalých partnerů, kteří se setkají na osamělé letní chatě. Snímek měl světovou premiéru na Mezinárodním filmovém festivalu v Göteborgu 14. února 2017. V ČR byl uveden v roce 2015 na filmovém festivalu Febiofest.

## Děj
Gunnar po rozchodu s Einarem žije se svým novým přítelem v Reykjavíku. Jednou v noci mu zavolá vyděšený Einar, který právě bydlí na chatě svých rodičů ve vesnici Rökkur, že ho v noci někdo sleduje a možná mu hrozí nebezpečí. Znepokojený Gunnar proto za ním přijede a zůstane s ním několik dní. Krátce na to dochází k tajemným událostem, které si Gunnar nedokáže vysvětlit.

## Obsazení
| Björn Stefánsson          | Gunnar  |
| Sigurður Þór Óskarsson    | Einar   |
| Guðmundur Ólafsson        | Grétar  |
| Aðalbjörg Árnadóttir      | Gyða    |
| Anna Eva Steindórsdóttir  | Sjáandi |
| Böðvar Óttar Steindórsson | Leemoy  |